# Felix Gutzwiller
Pour les articles homonymes, voir Gutzwiller.
Felix Gutzwiller, né le 22 février 1948 à Bâle (originaire du même lieu et de Therwil), est un médecin et une personnalité politique suisse du canton de Zurich, membre du Parti libéral-radical.
Il siège au Conseil national à partir de fin 1999, puis au Conseil des États de fin 2007 à fin 2015.

## Biographie
Il est diplômé en médecine à l'université de Bâle en 1974.
En 1975, Felix Gutzwiller obtient son master en santé publique à Harvard Boston, après six ans il obtient son doctorat en santé publique à l'université Johns-Hopkins (Baltimore). Dans la même année (1981), il est habilité à la faculté de médecine de l'université de Bâle. De 1983 à 1988, Felix Gutzwiller est directeur de l'Institut de médecine sociale et préventive de l'Université de Lausanne et donne également des cours en santé publique.
En 1988, il part à Zurich pour être également directeur de l'Institut de médecine sociale et préventive à l'université de Zurich.  De 1990 à 2003 il est chargé de cours à l'École polytechnique fédérale de Zurich.

## Parcours politique
Sa vie politique commence en 1999 lorsqu'il est élu au Conseil national pour le parti radical-démocratique du canton de Zurich. En 2005, il devient président du groupe radical-démocratique des Chambres fédérales.
Il succède en octobre 2007 à Trix Heberlein au Conseil des États. Il siège deux législatures, jusqu'en 2015.